# نادي أستون
نادي أستون لكرة القدم (بالإنجليزية: .Aston F.C)‏ هو نادٍ لكرة القدم يقع مقره في إنجلترا. النادي عضو حاليًا في دوري برمنغهام ومنطقة دوري الدرجة الأولى.

## مرتبة الشرف
- برمنغهام ومنطقة الدوري
  - أبطال القسم السادس 2017-18